# Temeš
Temeš (Hongaars: Divéktemes) is een Slowaakse gemeente in de regio Trenčín, en maakt deel uit van het district Prievidza.
Temeš telt 258 inwoners.